# Євсевій Шашол
Євсевій Шашол (*д/н — після 1674) — український політичний та військовий діяч, кошовий отаман Війська Запорізького.

## Життєпис
Про місце і дату народження нічого невідомо. Відомий ще з часів Хмельниччини. В реєстрі Війська Запорозького, складеному в жовтні 1649 року після укладання Зборівського миру, був записаний серед товариства Мошенцевої сотні Черкаського полку. У 1672 році обирається кошовим отаманом, змінивши Лукаша Мартиновича. Відразу він стикнувся із наказом московського уряду до лівобережних полковників не пропускати на Запоріжжя обози з припасами, тобто, по суті, запровадити економічну блокаду Січі. Московити вмотивовували це рішення тим, що, мовляв, люди, які бувають на Січі, повертаючись в Україну, сіють розбрат.
Євсевій Шашол надіслав російському цареві Олексію Романову та королю Речі Посполитої Михайлу Корибуту Вишневецькому листи, в яких запевняв, що, дотримуючись статей Андрусівського договору, запорізькі козаки готові служити обом володарям, беручи участь в їх боротьбі проти Османської імперії. Таким діям сприяла обставина масивного наступу османів на Річ Посполиту, падіння потужної фортеці Кам'янця та чутка про готовність турок і татар рушити на Київ.
У листі до московського царя Шашол просив видати спеціальний наказ, який би спонукав донських козаків, а також підлеглих калмиків, ногайців і черкесів до спільних з запорожцями бойових дій проти спільного ворога — кримської орди. У свою чергу цар наказав московському воєводі в Україні князеві Григорію Ромодановському негайно надіслати на Січ гармати, свинцю, пороху, рушниць та інші припаси. І Ромодановський не забарився з виконанням наказу царя, оскільки бачив, що правобережний гетьман Петро Дорошенко відкрито перейшов на бік Османської імперії, спільно з турками й татарами, активно діє проти поляків на Поділлі. Ще через певний час з'явився й указ царя, який дозволяв козакам негайно розпочинати бойові дії проти татар, а князю Ромодановському велено було фінансувати виготовлення гаків, які застосувалися при спорудженні чайок.
Втім під час підготовки походу проти османів, на Січі з'явився Степан Вдовиченко, який почав агітувати запорожців негайно рушити проти кримських татар. Значна частина козаків стала вимагати від Шашола походу. Але Шашол уже випробував татар на міць, і намагався переконати цей люд, що у них занадто мало сил, їм не вистачить боєприпасів, а головне, вони не мають гармат, без яких просто нема сенсу підступатися до добре озброєних та захищених татарських фортець. Він зважено пропонував: давайте почекаємо, ось-ось має надійти обоз із Московії, який привезе гармати, порох і свинець. Ці його аргументи були цілком реалістичними і професійними. Проте підбурювані Вдовиченком та його оточенням, козаки мало не побили свого кошового, а потім скликали раду, позбавили Шашола булави і «головним кошовим» на ній обрали Вдовиченка, надавши йому ще й повноваження «польового гетьмана».
Колишній кошовий сформував зі своїх прибічників загін і повів його на пониззя Дніпра, де певний час діяв проти татар партизанськими методами. Під час одного з рейдів козакам вдалося перехопити гінців-татар, які везли листа кримському ханові від турецького султана, з яких виявилася підготовка наступу османів на Україну.
Після цього, посилаючись на політичну ситуацію, Шашол переконував царя і гетьмана, що без Сірка військо татар і турків їм не перемогти, запевняв у необхідності звільнити славетного полководця із сибірського заслання.
У 1673 році очолив запорозьке посольство до Москви. Його зустріч з царем відбулася 20 березня того ж року. Наслідком цих перемовин стала військова допомога козацтву. Зокрема, цар послав на пониззя Дніпра воєводу Степана Волконського та полковника Ягана Купера з 1 тис. московських стрільців. 
У 1674 році зустрічав на Переволочній царських посланців Василя Чадуєва та Семена Щоголєва до запорожців. Про подальшу долю Євсевія Шашола немає відомостей.